# Jediná správná věc
Jediná správná věc (v anglickém originále One True Thing) je americký dramatický film z roku 1998. Režisérem filmu je Carl Franklin. Hlavní role ve filmu ztvárnili Meryl Streep, Renée Zellweger, William Hurt, Tom Everett Scott a Lauren Graham.

## Ocenění
Meryl Streep byla za svou roli v tomto filmu nominována na Oscara.

## Obsazení
| Meryl Streep      | Kate Gulden     |
| Renée Zellweger   | Ellen Gulden    |
| William Hurt      | George Gulden   |
| Tom Everett Scott | Brian Gulden    |
| Lauren Graham     | Jules           |
| Nicky Katt        | Jordan Belzer   |
| James Eckhouse    | státní zástupce |
| Patrick Breen     | Tweedy          |